# Da cam
 #FF7F00 
 #FFA500 

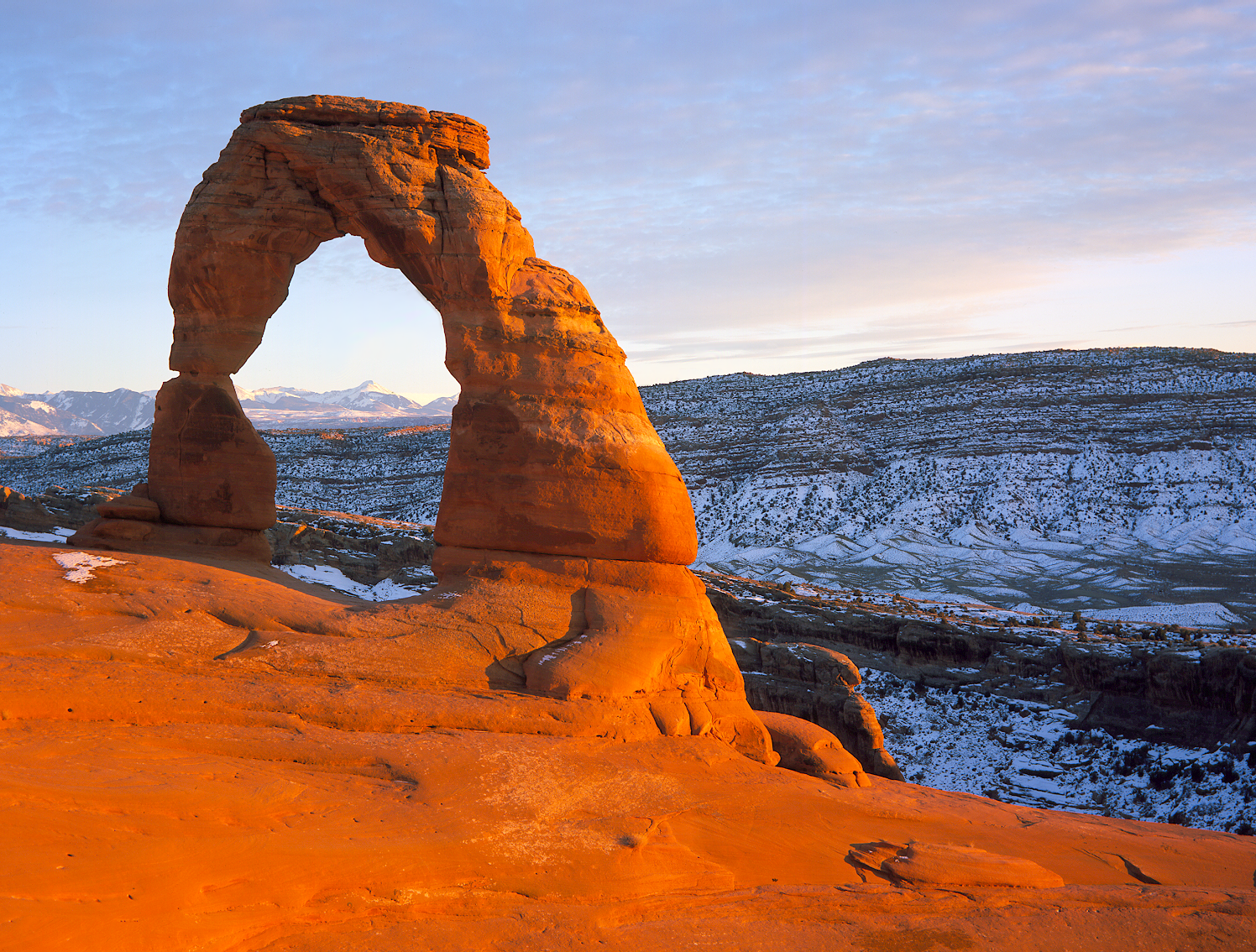
Arch in Arches National Park, Utah

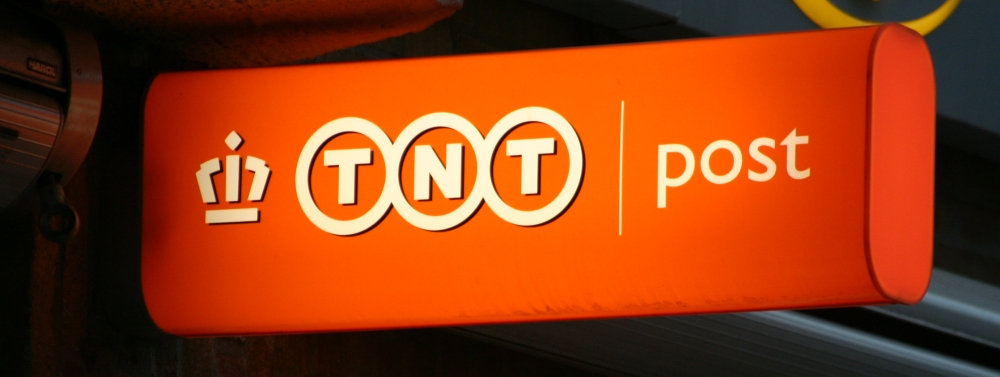
Biển hiệu của TNT ở Hà Lan

A field of orange California poppies.

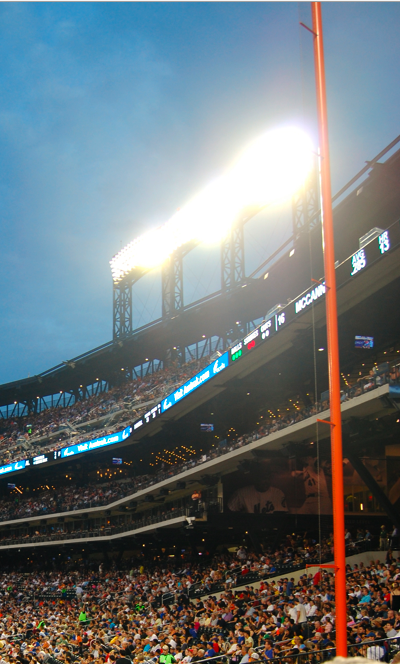
Citi Field's left field foul pole.

Màu da cam (hay chỉ là cam) là màu nằm giữa màu đỏ và màu vàng trong quang phổ, ở bước sóng khoảng 620-585 nm. Nó có tên như vậy do có màu gần với màu của vỏ quả cam. Với các chất liệu màu như sơn hay bút chì màu, phấn màu thì màu da cam là màu phụ, có thể được tạo ra từ các màu gốc bằng cách trộn màu đỏ và vàng.

## Sử dụng, biểu tượng, biểu hiện thông thường
- Màu da cam là màu quốc gia của Hà Lan vì các vương triều của họ có nguồn gốc từ công quốc Oranje-Nassau (trong đó từ oranje có nghĩa là da cam). Đội tuyển bóng đá quốc gia và các đội thể thao quốc gia khác của Hà Lan thường sử dụng màu da cam làm màu áo truyền thống. Do đó, biệt danh của đội bóng này là "Cơn lốc màu da cam".
- Màu da cam là biểu trưng của đạo Tin lành ở Bắc Ireland và đạo Hinđu ở Ấn Độ.
- Màu da cam còn để chỉ quả cam 🍊
- Màu da cam là màu của bi số 5 (bi trơn) và bi số 13 (bi sọc) trong pool.
- Tại Việt Nam, màu da cam được biết đến và gắn liền với chất độc da cam, một loại chất độc do đế quốc Mỹ sử dụng trong chiến tranh Việt Nam để tiêu diệt hoa màu và cây trồng.

## Tọa độ màu
```
Số Hex
 = #FFA500

RGB
  (r, g, b)   = (255, 165, 0)

CMYK
 (c, m, y, k)  = (0, 35, 100, 0)

HSV
 (h, s, v) = (38, 100, 100)
```

## Biến thể
Màu da cam được sử dụng để tăng khả năng nhìn thấy. Các chất liệu màu da cam được tìm thấy là trong đất màu ochre hay các chất liệu chứa cadmi. Màu nâu là thực sự trên phần da cam của quang phổ.

### Màu da cam quốc tế
#FF4F00 
Màu tiêu chuẩn, da cam quốc tế hay da cam chói được sử dụng chủ yếu và được cho là đem lại sự tương phản tối ưu đối với các màu sắc trong tự nhiên. Các loại mũ, quần áo và phụ kiện cho thợ săn và công nhân làm đường cao tốc và những người (yêu cầu về an toàn phụ thuộc vào việc nhìn thấy từ xa) hầu như có màu da cam. Điện thoại và cáp quang thông thường có vỏ bọc bằng pôlyêtylen nhuộm màu da cam. Cầu Golden Gate (tại San Francisco) được sơn màu da cam quốc tế.

#### Tọa độ màu của nó
```
Số Hex
 = #FF4F00

RGB
  (r, g, b)   = (255, 79, 0)

CMYK
 (c, m, y, k)  = (0, 69, 100, 0)

HSV
 (h, s, v) = (19, 100, 100)
```

### Màu cam cháy
Màu cam cháy như là một biến thể khác của màu da cam, được sử dụng trong trường Đại học tổng hợp Texas. Cụ thể xem bài màu cam cháy.